# Herrschaft Tarasp
Die Herrschaft Tarasp war ein Territorium des Heiligen Römischen Reiches (nach 1648 als Exklave des Österreichischen Reichskreises in der Eidgenossenschaft). Hauptort war Tarasp, das heute in Graubünden in der Schweiz liegt. Der Besitz der Habsburger kam 1684 als gefürstete Reichsgrafschaft an die Dietrichstein und fiel mit dem Reichsdeputationshauptschlusses von 1803 an die Helvetische Republik bzw. die Schweiz.

## Geschichte
Die edelfreien Herren von Tarasp stammten Überlieferungen zufolge aus Rom und Mailand, Besitzungen deuten aber auf eine Herkunft aus dem Raum Como hin. Sie veranlassten Rodungsarbeiten um eine Burg, die in den Jahren um 1040 von Graf Ulrich I. auf dem 100 Meter hohen Burghügel von Tarasp errichtet worden war. Ulrich von Tarasp war von 1089 bis zu seinem Tod 1096 als Ulrich II. Bischof von Chur. Eine Urkunde aus dieser Zeit, die in einer Abschrift von 1365 vorliegt, erwähnt das Castro de Taraspes. Die Herrschaft der edelfreien Herren von Tarasp dehnte sich auch auf Güter und Rechte in Ftan, Scuol, Ardez, Zernez, Sent, Ramosch, Nauders, das Paznaun, Oberengadin, Vinschgau, Veltlin, Oberhalbstein und das heutige Bayern aus.
Nach dem Aussterben der Familie derer von Tarasp 1177 (Ulrich V. war kinderlos ins Kloster Marienberg eingetreten) wechselten Burg und Besitztümer häufig den Eigentümer. Zunächst gingen sie an das Bistum Chur und noch vor 1200 an die Herren von Reichenberg im Vinschgau. 1239 verkaufte Swiker von Reichenberg sie an Graf Albert III. von Tirol und dessen Schwiegersohn und Erben Graf Meinhard III. von Görz, was zu verschiedenen Auseinandersetzungen zwischen den Grafen von Tirol, den Bischöfen von Chur und den Bündnern um die Burg und damit die Vormachtstellung im Unterengadin sorgte. Es kam dadurch um die Mitte des 13. Jahrhunderts zu langwierigen Streitigkeiten zwischen dem churischen Vitztum Swiker III. von Reichenberg und den Vögten der Klöster Müstair und Marienberg, den Herren von Matsch, die sich letztlich durchsetzten und bis 1464 Herren von Tarasp blieben.

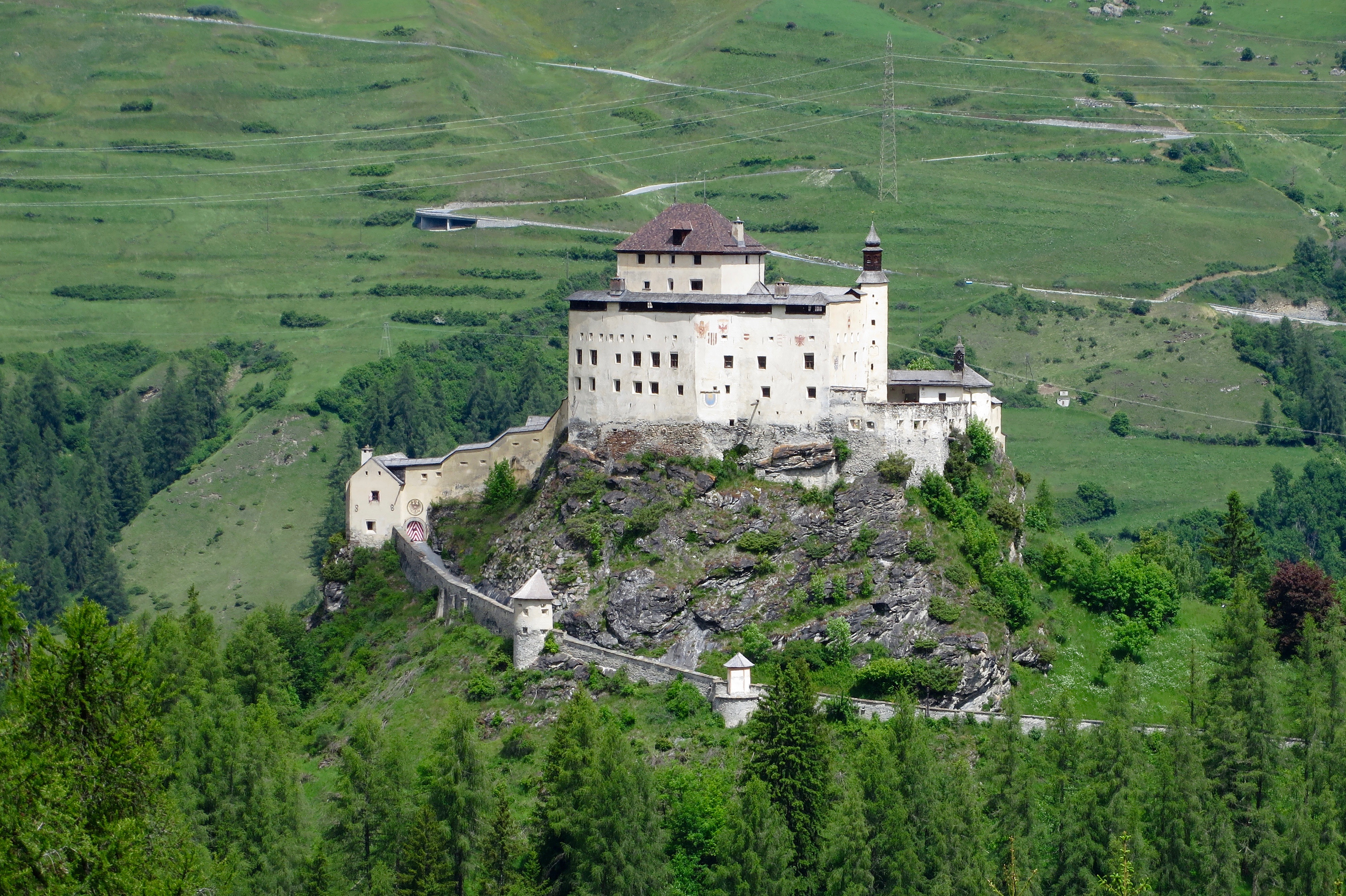
Schloss Tarasp von Süden

Seit dem Kauf 1464 für 2000 Gulden durch Herzog Sigismund von Tirol gehörte der Ort den Habsburgern, welche die Burg als Grenzfestung ausbauten und in der Folgezeit diverse Adelsgeschlechter mit dem Gebiet belehnten. Tarasp kam als österreichische Grafschaft zum Österreichischen Reichskreis und war auch nach der Reformation katholisch. Die Bündner Wirren 1620–1635 und ein Brand Blitzschlag 1625 setzten dem Schloss heftig zu. 1630 lebten nurmehr 242 Einwohner in Tarasp. 1678 trat Kaiser Leopold I. die Herrschaft zunächst pfandweise an den Reichsfürsten Ferdinand Joseph von Dietrichstein ab, ehe sie 1684 in Anerkennung seiner Verdienste als gefürstete Reichsgrafschaft ganz in dessen Besitz überging. Mit dem Erwerb dieses reichsunmittelbaren Territoriums war auch die Voraussetzung der Zulassung zur Fürstenbank des Reichstages erfüllt, an dem der Fürst erstmals am 4. Oktober 1686 teilnahm und dort den Platz zwischen den Fürsten von Salm und Nassau-Hadamar erhielt.
Durch § 29 des Reichsdeputationshauptschlusses von 1803 fiel die bisherige österreichische Enklave an die Helvetische Republik bzw. die Schweiz. Für diesen Verlust wurde Fürst Johann Baptist Karl Walther von Dietrichstein-Proskau-Leslie in § 11 mit der Herrschaft Neuravensburg aus dem Besitz des Klosters St. Gallen entschädigt.

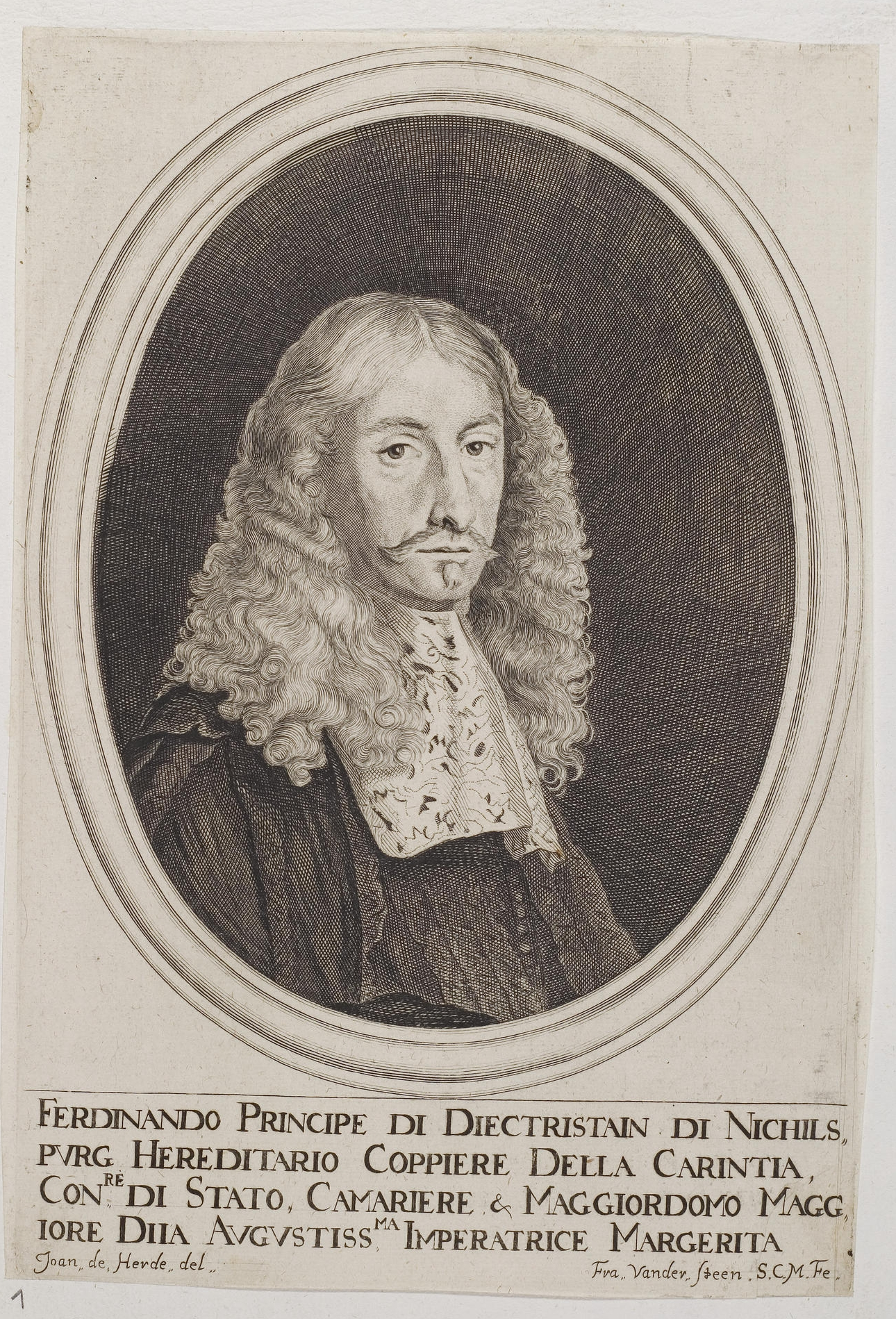
Ferdinand Joseph von Dietrichstein

## Fürsten von Dietrichstein und gefürstete Grafen von Tarasp
- Ferdinand Joseph von Dietrichstein, 3. Reichsfürst von Dietrichstein (* 25. September 1636; † 28. November 1698); Inhaber der Herrschaft Nikolsburg in Mähren, seit 1684 gefürsteter Graf zu Tarasp; ⚭ Prinzessin Maria Elisabeth von Eggenberg, Tochter des Reichsfürsten Johann Anton I. von Eggenberg, Herzogs von Krumau. Auf ihn folgte sein Sohn:
- Leopold Ignaz Joseph von Dietrichstein, 4. Reichsfürst von Dietrichstein, gefürsteter Graf von Tarasp (* 1660; † 1708); Inhaber der Herrschaft Nikolsburg in Mähren; ⚭ Maria Godofreda Dorothea Gräfin zu Salm zu Gleen u. Amstenrald, Freifrau der Stadt und des Landes von Wachtendonk (* 1667; † 1732), Tochter von Carl Theodor Fürst von Salm. Auf ihn folgte sein Bruder:
- Walther Franz Xaver Anton von Dietrichstein, 5. Reichsfürst von Dietrichstein, gefürsteter Graf von Tarasp (* 1664; † 1738); Inhaber der Herrschaft Nikolsburg in Mähren; ⚭ 1. Zuzana Liborie Kateřina Prakšická von Zástřizl auf Boskowitz; ⚭ 2. Karolina Maximiliana Pruskovská z Pruskova Gräfin von Proskau (* 1674; † 1734), Tochter von Graf Georg Christoph. Auf ihn folgte sein Sohn:
- Karl Maximilian von Dietrichstein-Proskau, 6. Reichsfürst von Dietrichstein, gefürsteter Graf von Tarasp (* 1702; † 1784); Inhaber der Herrschaft Nikolsburg in Mähren, seit 1769 auch Graf von Proskau (als Erbe seines mütterlichen Großvaters); ⚭ Maria Anna Josepha Reichsgräfin von Khevenhüller zu Aichelberg (* 1705; † 1764), Tochter des Reichsgrafen Johann Heinrich Friedrich I. von Khevenhüller. Auf ihn folgte sein Sohn:
- Johann Baptist Karl Walther von Dietrichstein-Proskau-Leslie, 7. Reichsfürst von Dietrichstein, gefürsteter Graf von Tarasp (* 1728; † 1808); Graf von Proskau, Inhaber der Herrschaft Nikolsburg in Mähren, seit 1802 auch Graf von Leslie (als Erbe von Anton Leslie, dem letzten Grafen Leslie of Balquhaine); Besitzer der Herrschaft Neu-Ravensburg als Ersatz für die Grafschaft Tarasp, ansässig auf Budin und Libochowitz in Böhmen; ⚭ 1. Maria Christina Reichsgräfin von Thun und Hohenstein, Tochter von Johann Joseph Franz Anton Graf von Thun und Hohenstein, auf Tetschen; ⚭ 2. Maria Anna von Baldauf (Baltrauff)